# 2-й Красногорский проезд
2-й Красного́рский прое́зд — улица на северо-западе Москвы в районе Щукино между 1-м и 4-м Красногорскими проездами.

## Происхождение названия
Красногорские проезды названы по внутригородскому посёлку Красная Горка, построенному в 1928 году.

## Описание
Все четыре Красногорских проезда располагаются в треугольнике образованном Волоколамским шоссе с юга, Малым кольцом МЖД с востока и железной дорогой Рижского направления с северо-запада. 2-й Красногорский проезд начинается от 4-го Красногорского, проходит на северо-запад параллельно Волоколамскому шоссе, пересекает 1-й и заканчивается в городской застройке. Внутридворовым проездом он соединён с 3-м Красногорским.